# 우리공화당 (2017년)
우리공화당(-共和黨, 영어: Our Republican Party)은 새누리당 탈당파인 조원진, 정미홍, 변희재, 허평환 등이 참여하여 시작한 대한민국의 극우 정당이다. 박근혜 대통령 탄핵 반대 시위와 문재인 대통령 퇴진 운동을 주도하였고 대한민국 정당 중에서 반공주의 색채가 강하며 박근혜 대통령에 대한 탄핵에 크게 반발하며 김무성, 유승민, 정진석, 김성태, 권성동, 이혜훈, 하태경 의원 소위 "탄핵 7적"의 사과와 정치은퇴를 보수 대통합의 선결 조건으로 내세우고 있다.
대한애국당이라는 정당명으로 2017년 8월 30일에 공식 창당되었으며, 9월 4일 선거관리위원회에 등록되었다. 하지만 2017년 11월 내분을 겪으면서 11월 6일 허평환 공동대표가 이번 사태의 책임을 지며 사퇴하게 되었다. 12월 8일에는 정미홍이 탈당하게 되었고, 정미홍과 변희재 내 지지 세력들이 대거 축소된 이후, 당 지도부는 12월 19일 변희재를 출당하게 하였다. 2019년 자유한국당 탈당을 선언하고 무소속으로 전향한 바 있는 홍문종 의원을 6월 17일에 공동대표로 선출하였으며, 6월 24일에 우리공화당으로 당명을 변경했다. 제1사무부총장은 전 한나라당 구로구 의원 후보로 출마했던 변성근이었으며, 수석대변인은 뉴데일리 인보길 회장의 딸이기도 한 인지연이었다. 2020년 3월 3일에 자유통일당과 자유공화당으로 합당했다. 이어 2020년 3월 22일에 우리공화당으로 다시 당명을 변경하였다.

## 당명
대한애국당은 조원진 대표가 만든 당명으로 2019년 6월에 당명을 '신공화당'으로 바꾸려고 했지만 중앙선거관리위원회는 2014년에 신동욱 대표가 창당한 보수주의 정당인 공화당과 혼동이 된다는 이유로 거절했다.  조원진 대표가 전하는 바로는 박근혜 전 대통령이 새 당명을 우리공화당으로 하라는 지시 사항이 있었다고 한다. 당시에 논의된 새 당명으로는 대한공화당, 애국공화당, 자유공화당이 있었다고 한다. 중앙선거관리위원회는 우리공화당이라는 당명은 사용이 가능하지만 공화당이라는 약칭은 사용이 불가능하다고 밝혔다. 이에 따라 어떠한 약칭 없이 우리공화당만을 당명으로 사용했다.

## 역사
- 2017년 7월 8일: 대한애국당 창준위 설립
- 2017년 8월 30일: 대한애국당 공식 창당
- 2019년 6월 17일: 당일 입당한 홍문종을 공동대표로 선출
- 2019년 6월 24일: 우리공화당으로 당명 변경
- 2020년 3월 3일: 자유통일당과 통합하여 자유공화당으로 당명 변경
- 2020년 3월 22일: 우리공화당으로 당명 변경

## 지도부

### 역대 대표
| 대수 | 역대 대표      | 직함     | 임기                              |
| ---- | -------------- | -------- | --------------------------------- |
| 1    | 허평환, 조원진 | 공동대표 | 2017년 8월 30일 ~ 2017년 11월 6일 |
| 2    | 조원진         | 대표     | 2017년 11월 6일 ~ 2019년 6월 17일 |
| 3    | 조원진, 홍문종 | 공동대표 | 2019년 6월 17일 ~ 2020년 2월 10일 |
| 4    | 조원진         | 대표     | 2020년 2월 10일 ~ 2020년 3월 3일  |

## 주요 선거 결과

### 지방선거
|  | 0% |

|  | 0% |

|  | 0% |

|  | 0% |

|  | 0% |

|  | 0% |

|  | 0% |

|  | 0% |

## 같이 보기
- 박근혜 대통령 탄핵
- 2019년 대한민국 국회의사당 습격